# Râul Madeira
Râul Madeira este o cale navigabilă majoră în America de Sud, de aproximativ 3,250 km lungime.  El străbate Bolivia și Brazilia.

## Istoria
O hartă de la Emanuel Bowen în 1747, deținută de "Rumsey David Map Collection", se referă la Madeira pre-colonială, cu numele indigen "Cuyari".

## Geografia
Madeira este cel mai mare afluent al Amazonului, atât în volum și lungime, și este cel mai mare afluent din lume.

### Clima

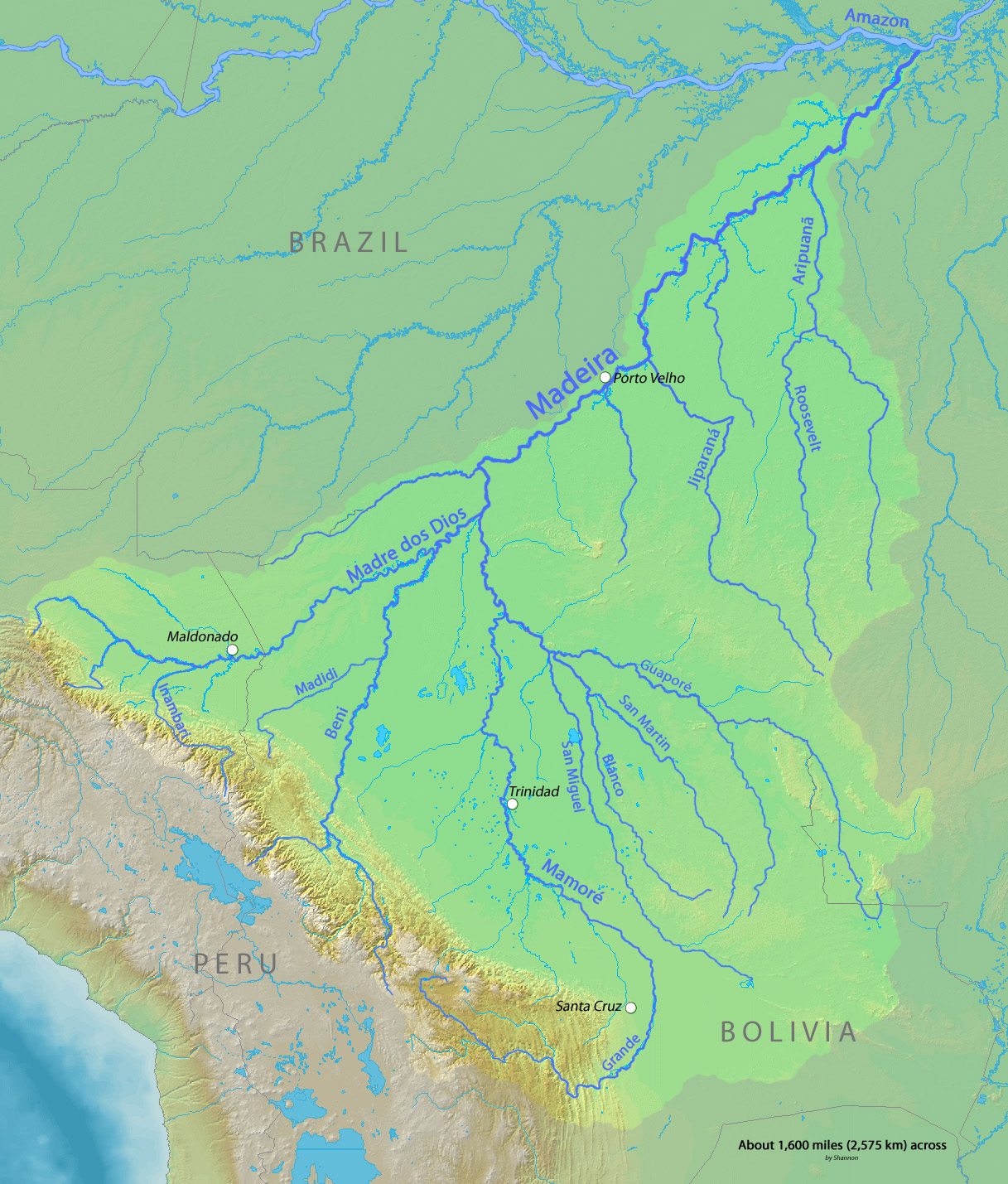
Harta bazinului râului Madeira

Precipitațiile medii inter-anuale cu privire la bazinele mari variază de la 750 la 3.000 mm, întregul bazin superior al râului Madeira are parte de 1705 mm. Extremele de precipitații sunt între 490 și 7.000 mm. Pe cursul superior, Madeira are un debit mediu de 18.000 de metri cubi pe secundă, adică 536 km cubi/an, aproximativ jumătate din debitul fluviului Congo. Contribuția medie inter-anuală a Anzilor Bolivieni este de 4170 de metri cubi pe secundă, adică 132 km cubi/an, reprezentând 25% din debitul din bazinul superior al râului Madeira. Pe cursul aproape de Amazon, debitul mediu al râului Madeira crește până la 31200 de metri cubi pe secundă.

### Cursul
Între Guajará-Mirim și Cascada Teotónio, Madeira primește apele drenate de pe pantele de nord-est ale Anzilor de la Santa Cruz de la Sierra la Cuzco, ale întregului versant sud-vestic al Mato Grosso din Brazilia și versantul nordic al lanțurilor muntoase Chiquitos. În Bolivia, bazinul are 850000 km², aproape egal cu suprafațele Franței și Spaniei combinate. Apele curg în Madeira de la mai multe râuri mari, cele principale, (de la est la vest), sunt Guaporé sau Itenez, Baures și Blanco, Itonama sau San Miguel, Mamoré, Beni, și Mayutata sau Madre de Dios, toate sunt întărite prin numeroși afluenți secundari, dar puternici. Climatul din bazinul hidrografic superior variază de la umed, în marginea de vest cu originea izvorului principal de volum (Río Madre de Dios, Río Beni) la semi-arid în partea sudică, cu izvoarele andine din tulpina principală de lungime (Caine Río, Río Rocha, Rio Grande, Mamore).
Toate ramurile superioare ale râului Madeira își croiesc drumul lor spre zonele de câmpie prin cascade. Zonele joase includ Mojos și câmpiile Beni, aici 90000 km² sunt inundați anual la o adâncime medie de aproximativ 0,91 m pentru o perioadă de trei-patru luni.
Cascadele de la Teotónio și de la San Antonio sunt depășite de mai celebra Cascada Boyoma în Africa ca volum și ca debit total. Din aceste praguri, Madeira curge spre nord și formează granița dintre Brazilia și Bolivia pentru aproximativ 100 km. Mai jos de confluența Abunã Rio, Madeira curge spre nord-est prin statele Rondônia și Amazonas din Brazilia de nord-vest până la intersecția acestuia cu Amazon. La gura lui este Ilha Tupinambaranas, o regiune mlăștinoasă.
În total bazinul râului Madeira are 1.420.000 km².

## Navigația
Madeira se ridică la mai mult de 15 m în timpul sezonului ploios, iar navele oceanice pot urca până la Cascadele din San Antonio, în apropiere de Porto Velho, Brazilia, 1070 km de mai sus gura sa, dar în lunile uscate, din iunie până în noiembrie, este navigabil numai pentru aceeași distanță pentru ambarcațiuni care pot naviga prin aproximativ 2 m de apă. Autostrada Madeira-Mamoré rulează într-o buclă de 365 km în jurul secțiunii nenavigable de la Guajará-Mirim pe râul Mamore.

## Ecologie
O subspecie de Boto (delfin de Amazon) este cunoscută ca locuind în rețeaua hidrografică a raului Madeira.

## Baraje
În iulie 2007, planurile pentru a construi două baraje hidroenergetice pe râul Madeira au fost aprobate de către guvernul brazilian. Acestea au fost contestate de ecologiști și de organizațiile drepturilor indigene, invocând amenințări la adresa migrației speciilor de pești, defrișări și presiunea asupra zonelor de conservare și teritoriilor populațiilor indigene. O centrală hidroelectrică va fi construită la Jirau (3300 MW) și va fi finalizată în 2012 și alta la Santo Antônio (3150 MW) care va fi finalizată în 2015.

## Galerie de imagini

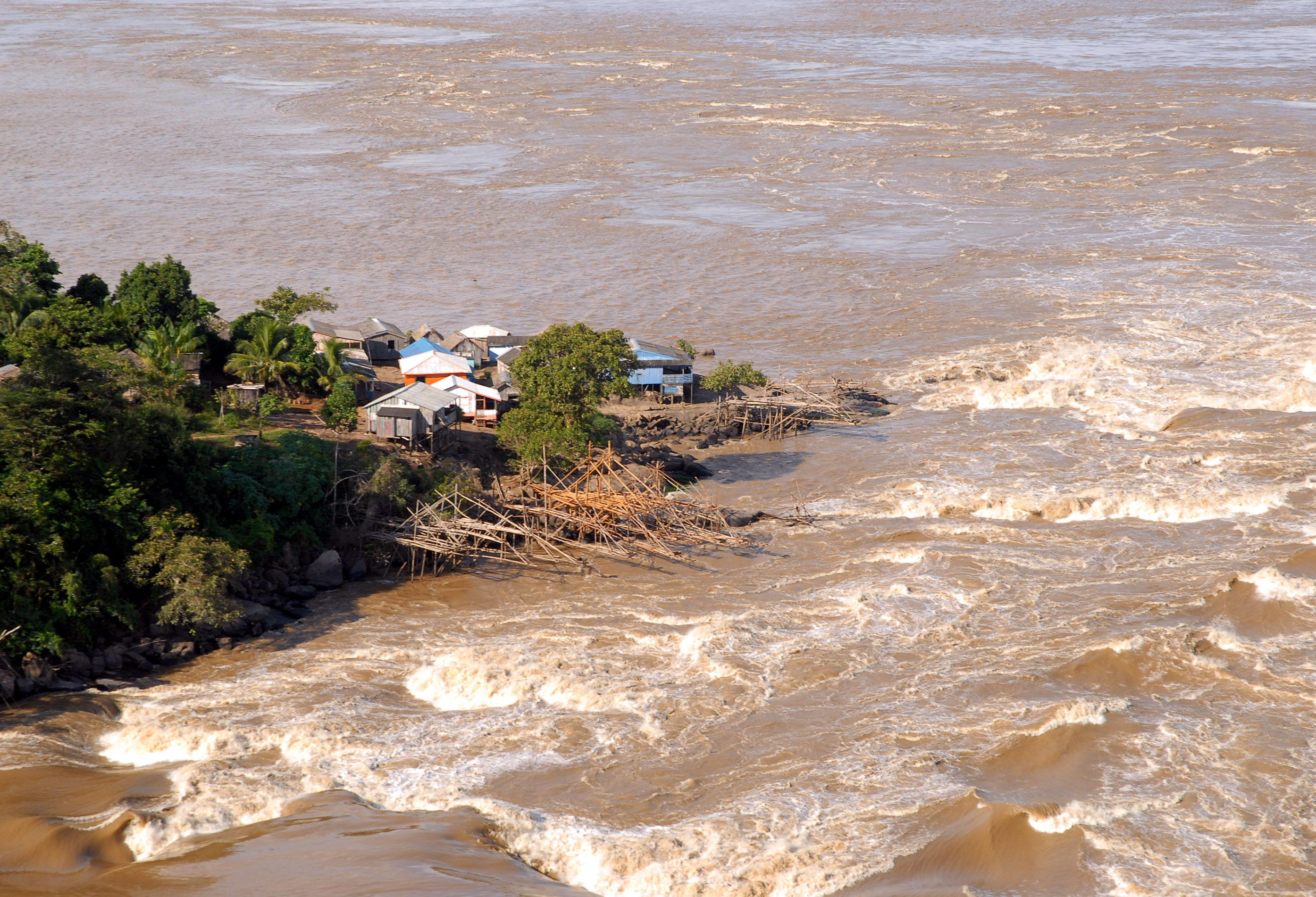
Pragurile de la Teotónio
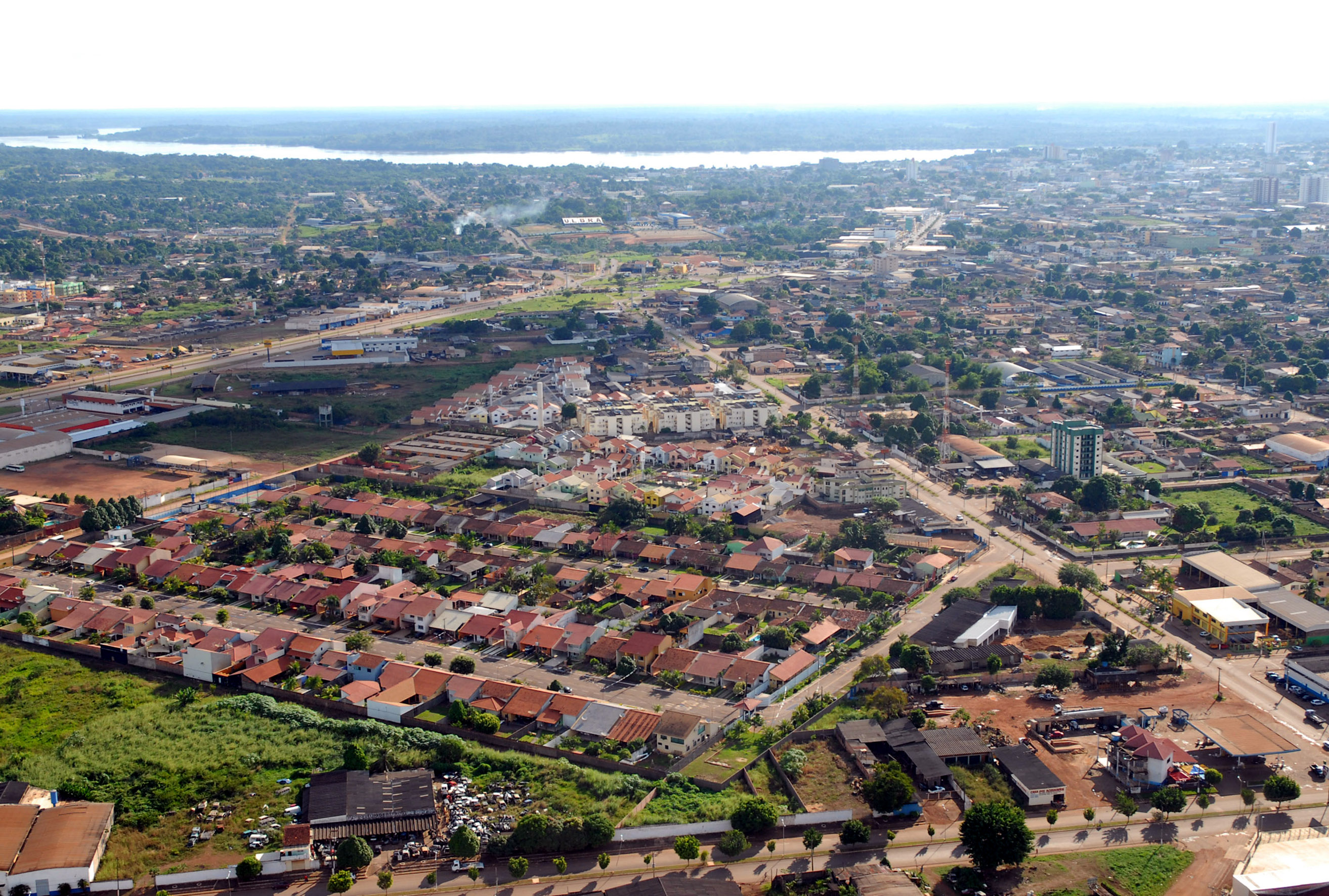
Râul Madeira la Porto Velho
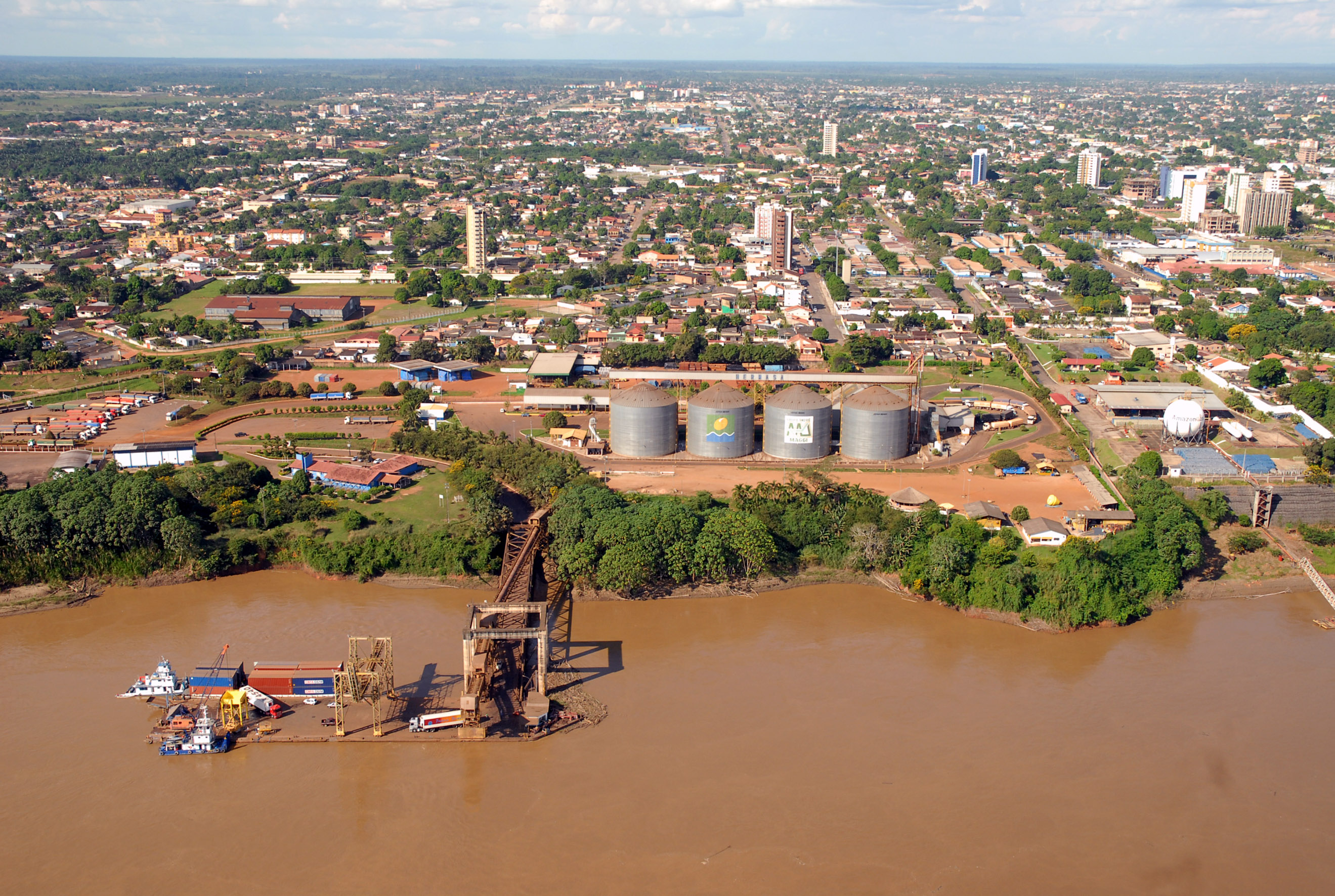
Râul Madeira la Porto Velho
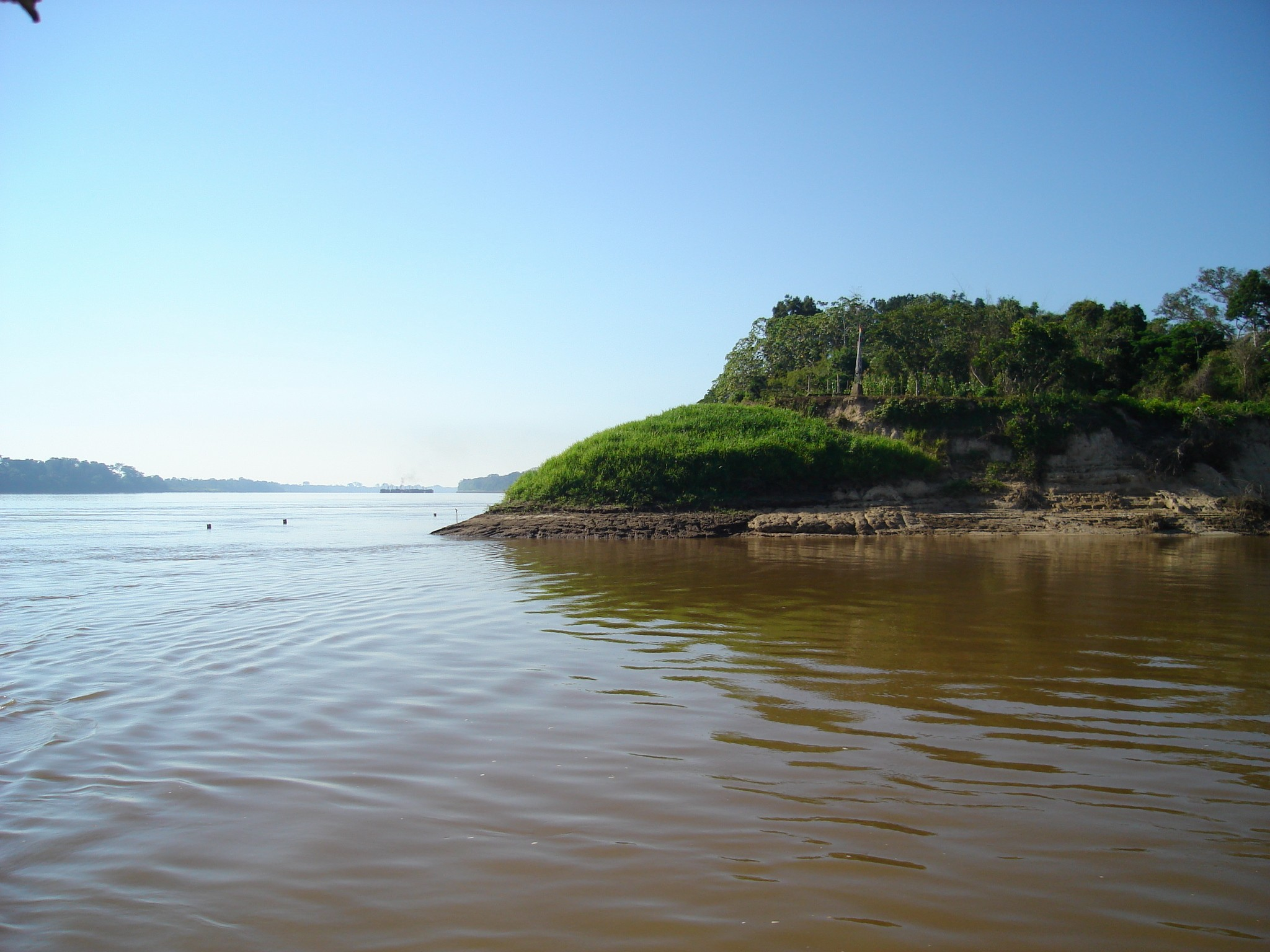
Madeira în Bolivia
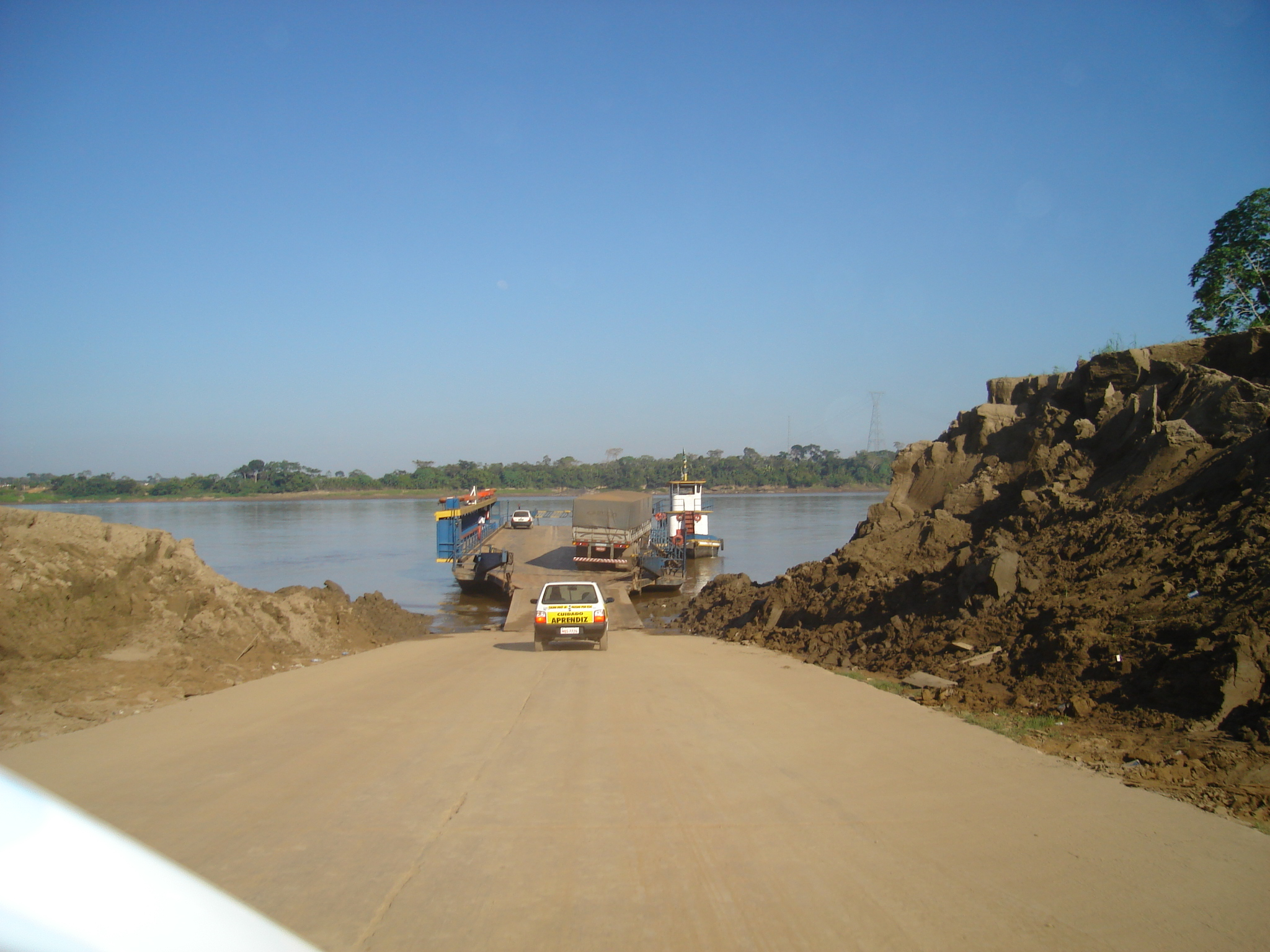
Râul Madeira la Porto Velho
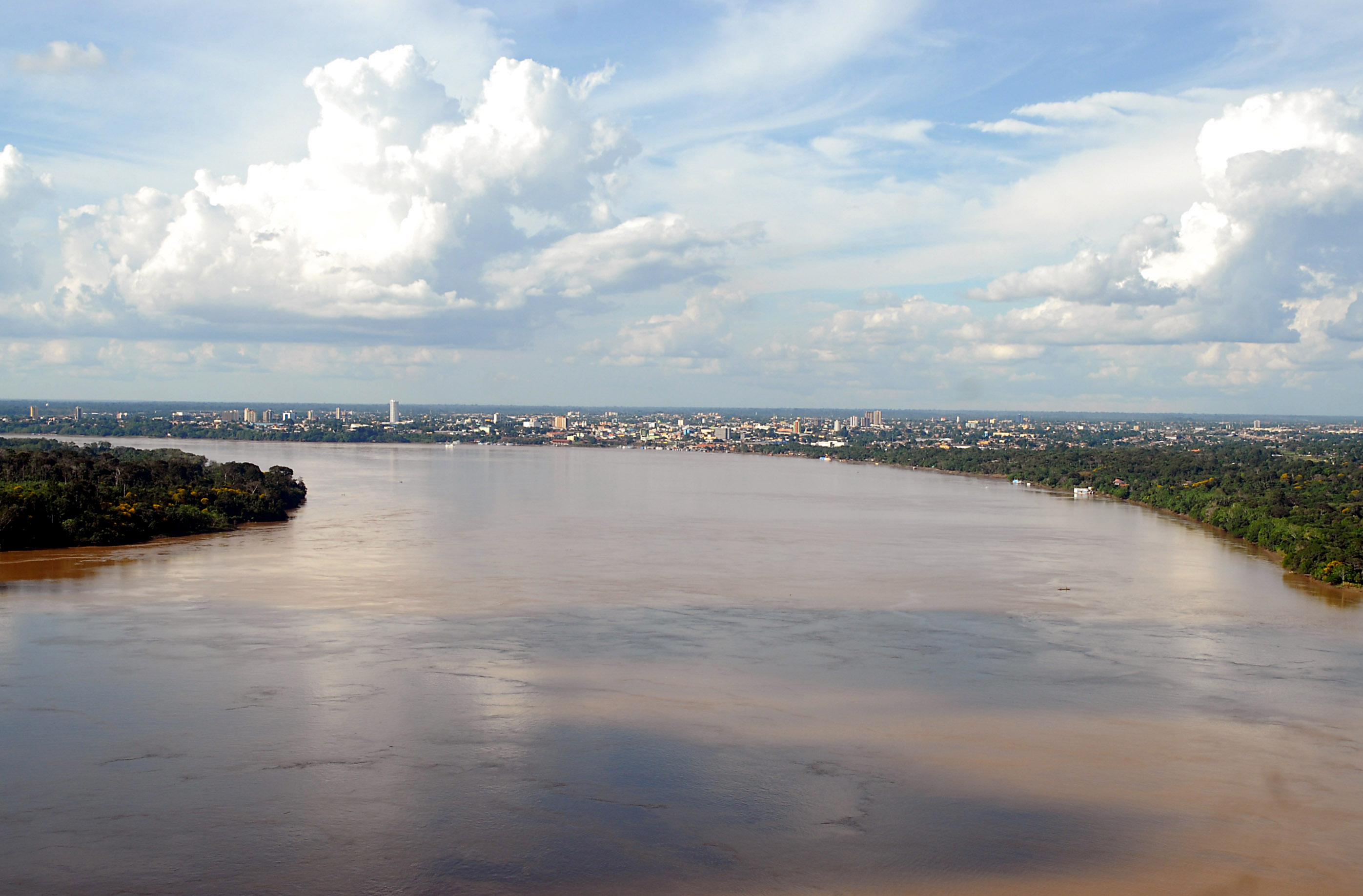
Râul Madeira la Porto Velho
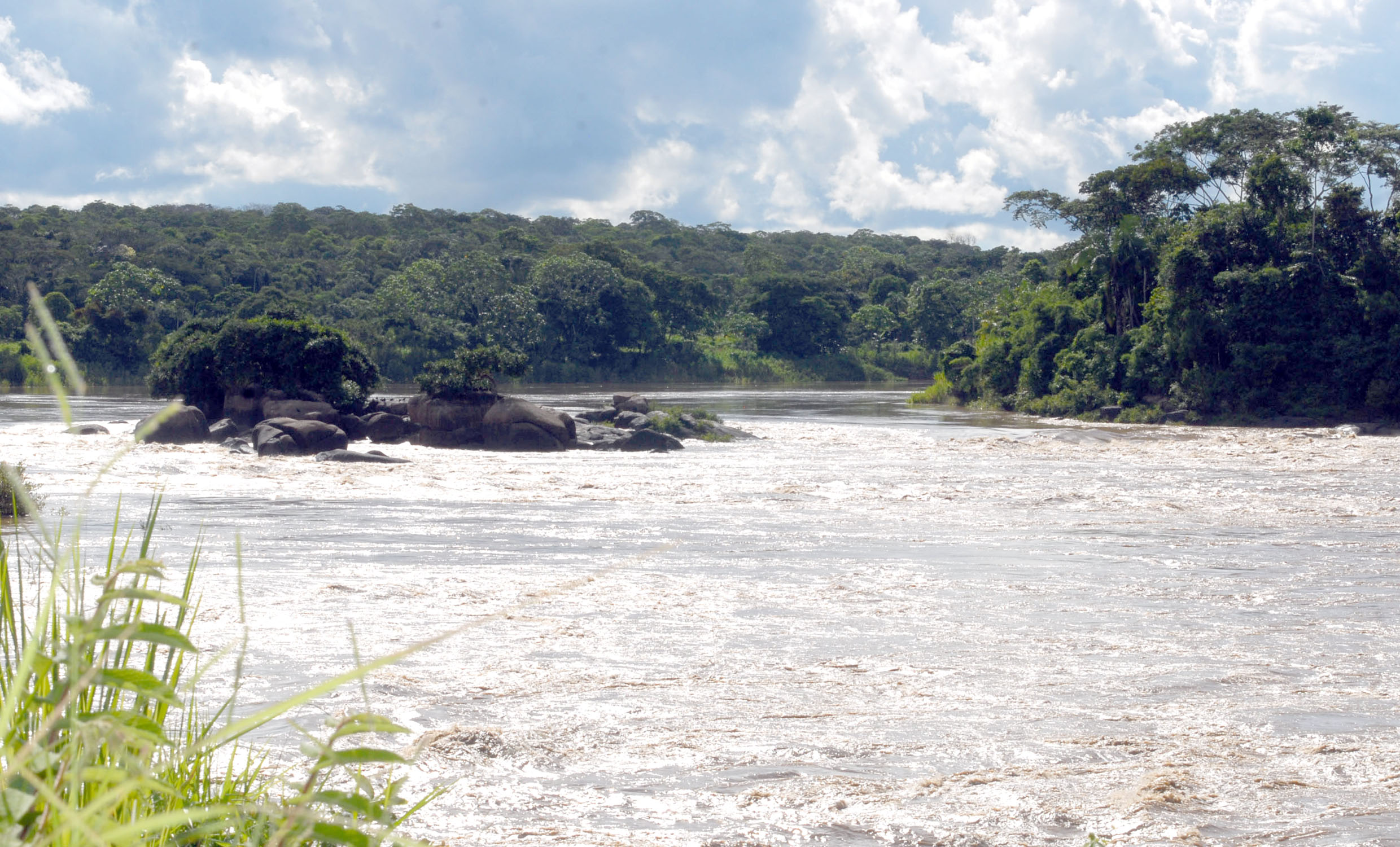
Râul Madeira la Porto Velho
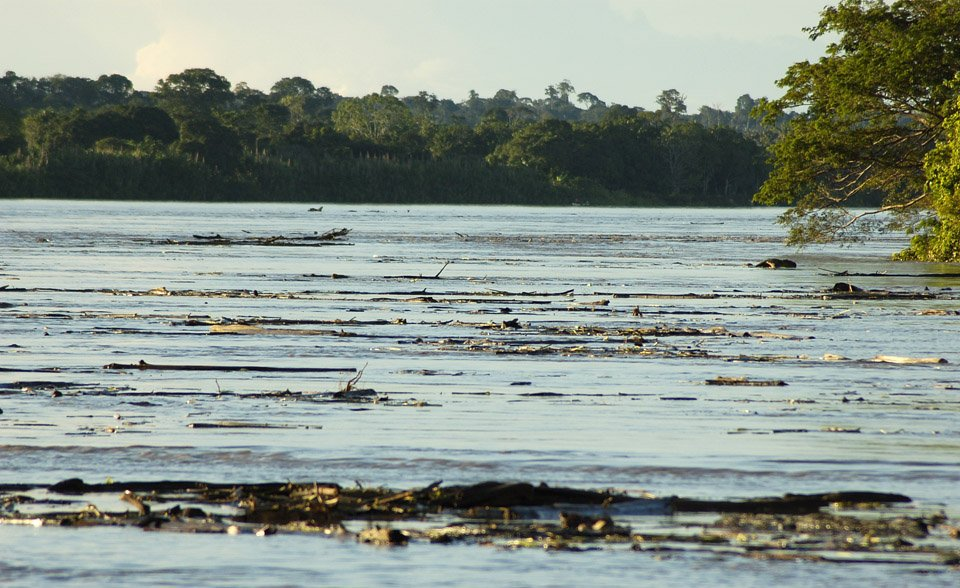
Râul Madeira